# Die Vorleserin
Die Vorleserin (Originaltitel: La Lectrice) ist ein französischer Film aus dem Jahre 1988. Regie führte Michel Deville, der Film basiert auf dem im Jahr zuvor erschienenen Roman La Lectrice von Raymond Jean.

## Handlung
Constance liest ihrem Partner Jean jeden Abend aus dessen Buch Die Vorleserin vor, da Jean die schöne Stimme von Constance schätzt. Das Buch handelt von Marie, die ebenfalls wegen ihrer schönen Stimme eine Annonce aufgibt, in der sie Hausbesuche anbietet, um den Kunden vorzulesen. Zunächst ist der Zeitungsangestellte, der ihren Wunsch aufnimmt, skeptisch, ob es sich dabei nicht um eine Umschreibung für sexuelle Dienste handele, er willigt aber ein und schaltet die Annonce.
Ihren ersten Hausbesuch hat Marie bei der Familie des Gelähmten Éric. Dieser hat ein hohes Literaturwissen und verehrt Charles Baudelaire. Marie liest ihm Guy de Maupassant vor und bemerkt, dass er seinen Blick auf ihre Beine richtet und dabei erregt wird. Als im Buch eine Stelle vorkommt, in der eine Person in Ohnmacht fällt, wird auch Éric ohnmächtig. Seine Mutter lässt ihn darauf ins Krankenhaus einliefern, Marie fährt zu ihm und hat auch ein Gespräch mit dem behandelnden Arzt.
Weitere Kunden von Marie sind eine ungarische Generalswitwe, die überzeugt Kommunistin ist, selbst aber ein dekadentes Leben führt, ein Generalsekretär, dem sie das Desinteresse an Literatur anmerkt und der sie für sexuelle Dienste engagieren wollte. Außerdem besucht sie ein junges Mädchen, dem sie Alice im Wunderland vorliest und das Marie anstelle einer Sitzung auf den Rummelplatz einlädt. Immer wieder kehrt Marie aber zu Éric zurück, der ihr sympathisch ist und lässt ihn einmal sogar unter ihren Rock schauen.
Von ihrem letzten Kunden, einem pensionierten Richter, lässt sie sich hereinlegen, indem er den vornehmen und gebildeten älteren Herrn mimt, aber, indem er Marie anzügliche Stellen aus einem Buch Marquis de Sades vorlesen lässt, sich als Lustmolch zu erkennen gibt. Als sich Marie bei ihrem zweiten Besuch dafür revanchieren möchte, hat dieser zu ihrer Überraschung auch zwei Freunde, darunter Érics Arzt aus dem Krankenhaus eingeladen. Zwar möchte Marie ihren Text vorlesen, der Richter beharrt aber auf die Stellen, die sie beim letzten Mal schon vorgelesen hat. Marie nimmt dieses Angebot nicht an.
Der Film endet wieder im Bett zwischen Constance und Jean, als dieser bei einem Anruf erfährt, dass Constance ein anderes Auto angefahren hätte. Constance lässt sich zu dem Kommentar hinreißen, dass sie, um den Schaden bezahlen zu können, wieder als Vorleserin arbeiten möchte.

## Auszeichnungen
Michel Deville wurde 1988 mit dem Louis-Delluc-Preis für Die Vorleserin ausgezeichnet, außerdem erhielt er eine Auszeichnung bei Montreal World Film Festival. Bei der Verleihung des César 1989 wurde Patrick Chesnais als Bester Nebendarsteller ausgezeichnet, hinzu kamen Nominierungen in acht weiteren Kategorien.

## Kritik
„Ein zwischen Realität und Traum angesiedeltes, einfallsreich inszeniertes Vexierspiel, das durch die virtuose Verknüpfung verschiedener Handlungsebenen sowie das überzeugende Spiel der Hauptdarstellerin fesselt. Im eleganten Ineinanderfließen von Vorstellungskraft, Erotik und Voyeurismus umschreibt der Film verschiedene Formen der Lust am Sehen und (Zu-)Hören, bleibt dabei stets verspielt, manchmal aber auch etwas beliebig.“